# UCI Women’s WorldTour 2016
Die UCI Women’s WorldTour 2016 (WWT) war die erste Austragung der vom Weltradsportverband UCI neu eingeführten Women’s WorldTour. Sie löste den Rad-Weltcup der Frauen ab, der von 1998 bis 2015 ausgetragen wurde.
Die Women’s WorldTour 2016 umfasste 35 Renntage zwischen März und September, verteilt auf vier Etappen- und 13 Eintagesrennen. Die Rennen fanden in neun Ländern statt, allerdings keins davon in einem deutschsprachigen Land. Acht Rennen werden live im Fernsehen übertragen.
Im März 2016 gab die UCI bekannt, dass ab diesem Jahr zudem für Juniorinnen der Women Junior Nations’ Cup ausgetragen wird, eine Rennserie ausschließlich für Fahrerinnen im Alter von 17 bis 18 Jahren.

## Rennen
| Datum         | Rennen                                     | Siegerin/nen              | Führende Fahrerin    | Führende Juniorin    | Führendes Team              |
| ------------- | ------------------------------------------ | ------------------------- | -------------------- | -------------------- | --------------------------- |
| 5. März       | Strade Bianche                             | Elizabeth Armitstead      | Elizabeth Armitstead | Katarzyna Niewiadoma | Rabo Liv Women Cycling Team |
| 12. März      | Ronde van Drenthe                          | Chantal Blaak             | Anna van der Breggen | Floortje Mackaij     | Boels Dolmans Cyclingteam   |
| 20. März      | Trofeo Alfredo Binda-Comune di Cittiglio   | Elizabeth Armitstead      | Elizabeth Armitstead | Katarzyna Niewiadoma | Boels Dolmans Cyclingteam   |
| 27. März      | Gent–Wevelgem                              | Chantal Blaak             | Chantal Blaak        | Floortje Mackaij     | Boels Dolmans Cyclingteam   |
| 3. April      | Flandern-Rundfahrt                         | Elizabeth Armitstead      | Elizabeth Armitstead | Katarzyna Niewiadoma | Boels Dolmans Cyclingteam   |
| 20. April     | La Flèche Wallonne Féminine                | Anna van der Breggen      | Elizabeth Armitstead | Katarzyna Niewiadoma | Boels Dolmans Cyclingteam   |
| 6.–8. Mai     | Tour of Chongming Island                   | Chloe Hosking             | Elizabeth Armitstead | Katarzyna Niewiadoma | Boels Dolmans Cyclingteam   |
| 19.–22. Mai   | Kalifornien-Rundfahrt                      | Megan Guarnier            | Megan Guarnier       | Katarzyna Niewiadoma | Boels Dolmans Cyclingteam   |
| 5. Juni       | Philadelphia International Cycling Classic | Megan Guarnier            | Megan Guarnier       | Katarzyna Niewiadoma | Boels Dolmans Cyclingteam   |
| 15.–19. Juni  | Women’s Tour                               | Elizabeth Armitstead      | Megan Guarnier       | Katarzyna Niewiadoma | Boels Dolmans Cyclingteam   |
| 1.–10. Juli   | Giro d’Italia Femminile                    | Megan Guarnier            | Megan Guarnier       | Katarzyna Niewiadoma | Boels Dolmans Cyclingteam   |
| 24. Juli      | La Course by Le Tour de France             | Chloe Hosking             | Megan Guarnier       | Katarzyna Niewiadoma | Boels Dolmans Cyclingteam   |
| 30. Juli      | Prudential Ride London                     | Kirsten Wild              | Megan Guarnier       | Katarzyna Niewiadoma | Boels Dolmans Cyclingteam   |
| 19. August    | Open de Suède Vårgårda – Teamzeitfahren    | Boels Dolmans Cyclingteam | Megan Guarnier       | Katarzyna Niewiadoma | Boels Dolmans Cyclingteam   |
| 21. August    | Open de Suède Vårgårda – Eintagesrennen    | Emilia Fahlin             | Megan Guarnier       | Katarzyna Niewiadoma | Boels Dolmans Cyclingteam   |
| 27. August    | Grand Prix de Plouay-Bretagne              | Eugenia Bujak             | Megan Guarnier       | Katarzyna Niewiadoma | Boels Dolmans Cyclingteam   |
| 11. September | La Madrid Challenge                        | Jolien D’hoore            | Megan Guarnier       | Katarzyna Niewiadoma | Boels Dolmans Cyclingteam   |

## Rankings

### Reglement
Es wurden Gesamtwertungen für Fahrerinnen, Nachwuchsfahrerinnen und Teams nach folgenden Regeln durchgeführt:
Für die Einzelwertung werden je Rennen Punkte wie folgt vergeben:
- zwischen 120 und zwei Punkten für die ersten zwanzig Fahrerinnen bei den Eintagesrennen und für die Gesamtwertungen der Etappenrennen,
- zwischen 35 und einem Punkt für die Fahrerinnen der zwanzig erstplatzierten Teams in Mannschaftszeitfahren,
- zwischen 25 und vier Punkten für die ersten zehn Fahrerinnen bei den einzelnen Etappen und
- jeweils sechs Punkte für die Gesamtwertungsführende bei Etappenrennen bzw. nach einem World-Tour-Wettbewerb.

Für die Wertung der besten Nachwuchsfahrerin werden je Wettbewerb sechs, vier und zwei Punkte an die besten Fahrerinnen unter 23 Jahren vergeben.
Für die Teamwertung der UCI Women’s Teams und Nationalteams werden die Punkte der vier besten Fahrerinnen eines Teams je Wettbewerb addiert, außer beim Mannschaftszeitfahren, bei dem zwischen 140 und vier Punkten für die ersten zwanzig Teams vergeben werden.

### Fahrerinnen
| #   | Fahrerin             | Nation                 | Team                        | Punkte |
| --- | -------------------- | ---------------------- | --------------------------- | ------ |
| 1.  | Megan Guarnier       | Vereinigte Staaten     | Boels Dolmans Cyclingteam   | 946    |
| 2.  | Leah Kirchmann       | Kanada                 | Liv-Plantur                 | 624    |
| 3.  | Elizabeth Armitstead | Vereinigtes Konigreich | Boels Dolmans Cyclingteam   | 545    |
| 4.  | Chantal Blaak        | Niederlande            | Boels Dolmans Cyclingteam   | 541    |
| 5.  | Elisa Longo Borghini | Italien                | Wiggle High5                | 523    |
| 6.  | Evelyn Stevens       | Vereinigte Staaten     | Boels Dolmans Cyclingteam   | 519    |
| 7.  | Anna van der Breggen | Niederlande            | Rabo Liv Women Cycling Team | 492    |
| 8.  | Emma Johansson       | Schweden               | Wiggle High5                | 463    |
| 9.  | Chloe Hosking        | Australien             | Wiggle High5                | 450    |
| 10. | Marianne Vos         | Niederlande            | Rabo Liv Women Cycling Team | 442    |

### Teams
| #   | Team                           | Nation                 | Punkte |
| --- | ------------------------------ | ---------------------- | ------ |
| 1.  | Boels Dolmans Cyclingteam      | Niederlande            | 2894   |
| 2.  | Wiggle High5                   | Vereinigtes Konigreich | 2245   |
| 3.  | Rabo Liv Womens Cycling Team   | Niederlande            | 1853   |
| 4.  | Canyon SRAM Racing             | Deutschland            | 1031   |
| 5.  | Liv-Plantur                    | Niederlande            | 841    |
| 6.  | Cervélo Bigla Pro Cycling Team | Deutschland            | 794    |
| 7.  | Orica-AIS                      | Australien             | 691    |
| 8.  | Alé Cipollini                  | Italien                | 645    |
| 9.  | Hitec Products                 | Norwegen               | 461    |
| 10. | Lensworld-Zannata              | Belgien                | 433    |

### Nachwuchsfahrerinnen
| #  | Fahrerin              | Nation      | Team                        | Punkte |
| -- | --------------------- | ----------- | --------------------------- | ------ |
| 1. | Katarzyna Niewiadoma  | Polen       | Rabo Liv Women Cycling Team | 36     |
| 2. | Floortje Mackaij      | Niederlande | Liv-Plantur                 | 18     |
| 3. | Sheyla Gutierrez Ruiz | Spanien     | Cylance Pro Cycling         | 18     |